# 平松八千代
平松 八千代（ひらまつ やちよ、1964年2月7日 - ）は、日本の女性歌手。大阪府出身。愛称は「ヤッチー」。

## 来歴
2人の姉の影響で、ビートルズ、モンキーズなどの音楽を聴いて育ち、小学校6年生から独学でギターを弾き始める。
1989年にオーディション番組「イカ天」にバンド・LANPAのボーカルとして出演、デビューする。LANPA解散後は、ゴンチチ、かの香織などのライブやレコーディングにコーラスとして参加。また1998年に「山弦」の小倉博和・佐橋佳幸と3人で「SOY」を結成、ボーカルを担当したが、2000年に活動休止。
そんな彼女の転機となったのが、2002年にコーラスとして参加した斎藤誠のライブだった。そのライブのアンコールに、斎藤の母校・青山学院大学の先輩である桑田佳祐が飛び入り参加した（ちなみにこの時は「茅ヶ崎に背を向けて」と「Ya Ya (あの時代を忘れない)」を演奏）。平松と桑田はこの時が初対面だったが、平松のパワフルなボーカルとギター演奏が桑田に認められ、その年に開催された桑田の5大ドーム・ソロツアー「けいすけさん、色々と大変ねぇ。」にコーラス&ギター担当として大抜擢される。
ソロ・アーティストとしても年に2回程度下北沢のライブハウス「440」でフルバンド・ライブ「ヤッチーライブ」を定期的に開催、毎回立見客が出るほどの盛況ぶりだ。また最近は、居酒屋でアコースティック・ライブ「Snufkin's guitar」を開催するなど新しい試みにも挑戦、新たなファン層を開拓し続けている。
2004年、1stソロアルバム「Traveling Soul」をリリースする。この中で桑田佳祐の「JOURNEY」をカバーしている。
2006年6月25日には、東京・有明のTFTホールで開催された「THE 5th ANNUAL TOKYO GUITAR SHOW」の会場内で行われたフリーライブに出演した。

## ディスコグラフィ
※　山弦とのユニットSOYは、SOYを参照。

### アルバム
- TRAVELLING SOUL（2004年10月27日）

### ホームページ・ブログ
- ヤッチーのシマウマ日記（公式ブログ）
- 平松八千代 (yachiyo.hiramatsu) - Facebook

### インタヴュー他
- 平松八千代さんインタビュー Vol.1（Guitar Labo）
- 平松八千代さんインタビュー Vol.2（Guitar Labo）
- 平松八千代さんインタビュー Vol.3（Guitar Labo）
- 平松八千代さんインタビュー Vol.4（Guitar Labo）
- いちおし実力派〜平松八千代さんライブレポート（Guitar Labo）
- ヤッチーの “I am Travelling Soul” Vol.1（Guitar Labo）
- ヤッチーの “I am Travelling Soul” Vol.2（Guitar Labo）
- ヤッチーの “I am Travelling Soul” Vol.3（Guitar Labo）
- ヤッチーの “I am Travelling Soul” Vol.4（Guitar Labo）
- ヤッチーの “I am Travelling Soul” Vol.5（Guitar Labo）
- ヤッチーの “I am Travelling Soul” Vol.6（Guitar Labo）
- ヤッチーの “I am Travelling Soul” Vol.7（Guitar Labo）
- ヤッチーの “I am Travelling Soul” Vol.8（Guitar Labo）
- ヤッチーの “I am Travelling Soul” Vol.9（Guitar Labo）
- ヤッチーの “I am Travelling Soul” Vol.10（Guitar Labo）
- ヤッチーの “I am Travelling Soul” Vol.11（Guitar Labo）
- ヤッチーの “I am Travelling Soul” Vol.12（Guitar Labo）
- ヤッチーの “I am Travelling Soul” Vol.13（Guitar Labo）
- ヤッチーの “I am Travelling Soul” Vol.14（Guitar Labo）
- ヤッチーの “I am Travelling Soul” Vol.15（Guitar Labo）
- ヤッチーの “I am Travelling Soul” Vol.16（Guitar Labo）
- ヤッチーの “I am Travelling Soul” Vol.17（Guitar Labo）